# National Soccer League (1978)
National Soccer League 1978 – druga edycja piłkarskiej ligi National Soccer League (NSL). W drugim sezonie wystąpiło 14 drużyn, tytuł mistrzowski zdobyła drużyna West Adelaide.

## Uczestnicy sezonu 1978
- Adelaide City
- Brisbane City FC
- Brisbane Lions
- Canberra City FC
- Eastern Suburbs
- Fitzroy United
- Footscray JUST
- Marconi Fairfield
- Newcastle KB United
- South Melbourne FC
- St. George Saints
- Sydney Olympic
- Western Suburbs SC
- West Adelaide

## Rozgrywki

### Tabela
| Lp | Drużyna                 | M  | Z1 | R  | P  | B+ | B– | +/– | Pkt |
| -- | ----------------------- | -- | -- | -- | -- | -- | -- | --- | --- |
| 1  | West Adelaide           | 26 | 16 | 4  | 6  | 42 | 27 | +15 | 36  |
| 2  | Eastern Suburbs (M)     | 26 | 15 | 5  | 6  | 49 | 27 | +22 | 35  |
| 3  | South Melbourne FC      | 26 | 12 | 8  | 6  | 45 | 30 | +15 | 32  |
| 4  | Marconi Fairfield       | 26 | 12 | 6  | 8  | 46 | 31 | +15 | 30  |
| 5  | Fitzroy United          | 26 | 9  | 8  | 9  | 39 | 39 | 0   | 26  |
| 6  | Brisbane Lions          | 26 | 8  | 10 | 8  | 37 | 39 | -2  | 26  |
| 7  | St. George Saints       | 26 | 11 | 3  | 12 | 41 | 40 | +1  | 25  |
| 8  | Sydney Olympic          | 26 | 9  | 7  | 10 | 35 | 43 | -8  | 25  |
| 9  | Western Suburbs SC2     | 26 | 9  | 6  | 11 | 41 | 45 | -4  | 24  |
| 10 | Adelaide City           | 26 | 9  | 6  | 11 | 38 | 44 | -6  | 24  |
| 11 | Newcastle KB United (B) | 26 | 6  | 10 | 10 | 33 | 40 | -7  | 22  |
| 12 | Footscray JUST          | 26 | 7  | 8  | 11 | 29 | 37 | -8  | 22  |
| 13 | Canberra City FC        | 26 | 5  | 10 | 11 | 28 | 41 | -13 | 20  |
| 14 | Brisbane City FC        | 26 | 7  | 3  | 16 | 29 | 49 | -20 | 17  |

a) Oznaczenia: M - mistrz kraju z sezonu 1977, B - beniaminek.

b) Cztery najlepsze drużyny awansowały do serii finałowej.

c) Uwagi: 1 Za wygrany mecz przyznawano 2 punkty. 
2 Klub po zakończeniu sezonu wycofał się z rozgrywek NSL, z powodu problemów finansowych. Klub Western Suburbs połączył się z zespołem APIA Leichhardt Tigers, który od kolejnej edycji występował w rozgrywkach NSL.

### Seria finałowa
Seria finałowa w sezonie 1978 miała jedynie charakter pokazowy i nie decydowała o tytule mistrza kraju. Rozwiązanie to było kompromisem pomiędzy australijską tradycją a światowym trendem. W Australii tradycyjnie mistrz rozgrywek wyłaniany był po zakończeniu sezonu zasadniczego w meczu Grand Final, na świecie mistrz rozgrywek wyłaniany był po zakończeniu regularnego sezonu.

#### Ćwierćfinały
| 3 września 1978 | South Melbourne FC · Duncan Cummings 41' · Alun Evans 55' | 2 – 3Raport | Marconi Fairfield · 1' Barry Jones · 8' Peter Sharne · 28' Peter Ollerton | Middle Park Widzów: 6 200 Sędzia: Graham Neal |
|                 |                                                           |             |                                                                           |                                               |

| 3 września 1978 | West Adelaide · George Koulianos 12' · Barry Reynolds 14' | 2 – 3 (dog.)Raport | Eastern Suburbs · 20' Ian Souness · 53' Murray Barnes · 117' Ernie Campbell | Hindmarsh Stadium Widzów: 4 800 Sędzia: Tony Beazleigh |
|                 |                                                           |                    |                                                                             |                                                        |

#### Półfinał
| 10 września 1978 | Marconi Fairfield · Bertie Mariani 61' · Peter Sharne 81' | 2 – 0Raport | West Adelaide | Marconi Oval Widzów: 6 885 Sędzia: Chris Bambridge |
|                  |                                                           |             |               |                                                    |

#### Grand Final
| 17 września 1978 | Eastern Suburbs · Terry Smith 25' · Joe Watson 38' · Mark Trenter 41' · Ernie Campbell 44' | 4 – 2Raport | Marconi Fairfield · 23' Peter Ollerton · 60' Roberto Vieri | Sydney Sports Ground Widzów: Don Campbell Sędzia: 9 136 |
|                  |                                                                                            |             |                                                            |                                                         |

## Nagrody
- Zawodnik roku: Ken Boden (Newcastle KB United)
- Trener roku: Garry Chaldi (Eastern Suburbs)